# Расулов, Рамазан Илмитдинович
Рамазан Илмитдинович Расулов (род. 21 апреля 1990, Хасавюрт, Дагестанская АССР) — российский тяжелоатлет, призёр чемпионатов России.

## Биография
Уроженец Хасавюрта. Является воспитанником хасавюртовской спортивной школы «Спартак». В ноябре 2010 года в кипрском Лимассоле стал серебряным призёром первенства Европы среди юниоров. В мае 2012 года стал бронзовым призёром чемпионата России в Саранске. В июне 2013 года в Казани стал чемпионом России.

## Спортивные результаты
- Чемпионат России по тяжёлой атлетике 2009 — ;
- Первенство Европы по тяжёлой атлетике среди юниоров 2010 — ;
- Первенство мира по тяжёлой атлетике среди юниоров 2010 — ;
- Чемпионат России по тяжёлой атлетике 2012 — ;
- Чемпионат России по тяжёлой атлетике 2013 — ;
- Чемпионат мира по тяжёлой атлетике 2013 — ;
- Чемпионат России по тяжёлой атлетике 2016 — ;